# Alloeopage virescens
Alloeopage virescens là một loài bướm đêm trong họ Geometridae.